# 야시카 35YL
야시카 35YL(Yashica 35YL)은 1959년 일본 야시카에 의해 출시된 35mm 레인지 파인더 카메라다. 이 카메라는 야시논 f2.8 45mm 랜즈와 코팔 MXV 셔터를 사용한다. 또한 f1.9 45mm 랜즈와 코팔 SVL 셔터를 사용하는 타입도 있다. 셔터 스피드는 B 셋팅으로, 1/500, 1/250, 1/125, 1/60, 1/30, 1/15, 1/8, 1/4, 1/2, 1초가 있다. 조리개는 (1.9), 2.8, 4, 5.6, 8,11,16이 있다. 셀프타이머(8초 지연)도 있다. 필름 전진 레버는 싱글 스트로크 디자인이다. 되감기 크랭크는 카메라의 밑에 위치한다.